# Pseudoanthidium enslini
Pseudoanthidium enslini is een vliesvleugelig insect uit de familie Megachilidae. De wetenschappelijke naam van de soort is voor het eerst geldig gepubliceerd in 1928 door Alfken.